# Toneri-shinnō

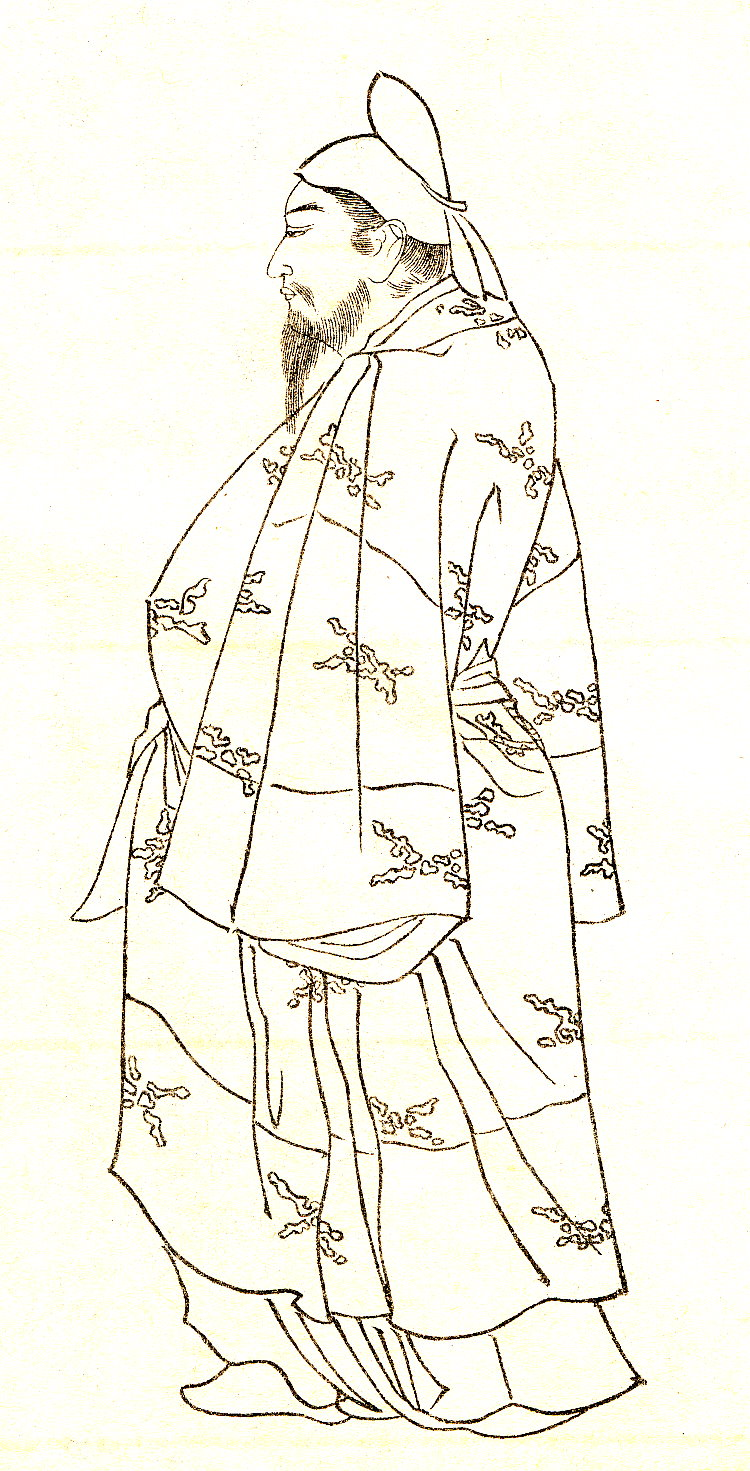
Prinz Toneri, Porträt von Kikuchi Yosai

Toneri-shinnō (japanisch 舎人親王, deutsch „Prinz Toneri“; * 676; † 2. Dezember 735) war ein japanischer kaiserlicher Prinz ersten Ranges und Herausgeber des Geschichtswerkes Nihonshoki.
Toneri war der dritte Sohn des Tennō Temmu und seiner Frau Niitabe no Himemiko (Prinzessin Niitabe), einer Tochter des Tennō Tenji. Er ist der Herausgeber des in chinesischer Sprache verfassten Geschichtswerkes Nihonshoki, in dessen Vorwort er als Autor genannt wird. Im Jahr 720 legte er das vollendete Werk am kaiserlichen Hof vor.
Nach dem Tod Fujiwara no Fuhitos wurde er 720 zum amtierenden Großkanzler (知太政官事, chidajōkanji) ernannt. Postum erhielt er den Titel des Großkanzlers (Daijō Daijin). Er war der Vater des Tennō Junnin, der seinem Vater 759, ein Jahr nach seinem Thronantritt, den postumen Titel Sudōjinkei Kōtei (崇道尽敬皇帝, „Kaiser Sudōjinkei“) verlieh.